# Àtal III de Pèrgam
Àtal III de Pèrgam Filomètor Evergetes (grec antic: Ἄτταλος Φιλομήτωρ Εὐεργέτης, Áttalos Philomḗtōr Euergétēs, Amant la seva mare, el Benefactor) va ser rei de Pèrgam (139 aC a 133 aC) fill d'Èumenes II i d'Estratonice, filla d'Ariarates IV de Capadòcia. D'infant va ser portat a Roma després del 152 aC i presentat al Senat juntament amb Alexandre I Balas.
Va succeir al seu oncle Àtal II quan aquest va morir l'any 139 aC. La seva extravagància va ser notable i a més va matar molts parents i amics. Més tard, ple de remordiment, va deixar els afers públics o es va dedicar a l'escultura i a la jardineria (sobre la qual va escriure un llibre).
Va morir de febre causada per una insolació el 133 (va treballar al sol en un monument dedicat a la seva mare). En el seu testament va deixar el regne al poble de Roma. El seu germanastre Andrònic (bastard d'Èumenes II), es va apoderar del regne i es va proclamar rei amb el nom d'Èumenes III.